# Medalla Oersted

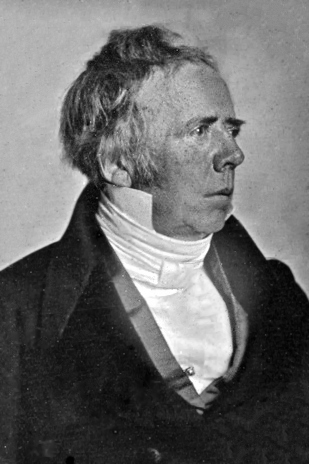
Hans Christian Ørsted

La Medalla Oersted reconoce contribuciones notables en el campo de la enseñanza de la física. Establecida en 1936, es otorgada por la Asociación Americana de Profesores de Física. El galardón recibe su nombre por Hans Christian Ørsted. Es el galardón más prestigioso de esta asociación.
Entre los ganadores de la Medalla Oersted más reconocidos se encuentran el ganador del Premio Nobel Robert Andrews Millikan, Edward M. Purcell, Richard Feynman, Isidor I. Rabi, Norman F. Ramsey,  Hans Bethe, y Carl Wieman; así como Arnold Sommerfeld, George Uhlenbeck, Jerrold Zacharias, Philip Morrison, Melba Phillips, Victor Weisskopf, Gerald Holton, John A. Wheeler, Frank Oppenheimer, Robert Resnick, Carl Sagan, Freeman Dyson, Daniel Kleppner, Lawrence Krauss, Anthony French, David Hestenes, Robert Karplus, Robert Pohl, y Francis Sears.
La galardonada del 2008, Mildred S. Dresselhaus, es la tercera mujer en ganar el premio en sus más de 70 años de historia.

## Galardonados
- William Suddards Franklin - 1936
- Edwin Herbert Hall - 1937
- Alexander Wilmer Duff - 1938
- Benjamin Harrison Brown - 1939
- Robert Andrews Millikan - 1940
- Henry Crew - 1941
- No concedido - 1942
- George Walter Stewart - 1943
- Roland Roy Tileston - 1944
- Homer Levi Dodge - 1945
- Ray Lee Edwards - 1946
- Duane Roller - 1947
- William Harley Barber - 1948
- Arnold Sommerfeld - 1949
- Orrin H. Smith - 1950
- John Wesley Hornbeck - 1951
- Ansel A. Knowlton - 1952
- Richard M. Sutton - 1953
- Clifford N. Wall - 1954
- Vernet E. Eaton - 1955
- George E. Uhlenbeck - 1956
- Mark W. Zemansky - 1957
- J. W. Buchta - 1958
- Paul Kirkpatrick - 1959
- Robert W. Pohl - 1960
- Jerrold R. Zacharias - 1961
- Francis W. Sears - 1962
- Francis L. Friedman - 1963
- Walter Christian Michels - 1964
- Philip Morrison - 1965
- Leonard I. Schiff - 1966
- Edward M. Purcell - 1967
- Harvey E. White - 1968
- Eric M. Rogers - 1969
- Edwin C. Kemble - 1970
- Uri Haber-Schaim - 1971
- Richard P. Feynman - 1972
- Arnold Arons - 1973
- Melba N. Phillips - 1974
- Robert Resnick - 1975
- Victor F. Weisskopf - 1976
- H. Richard Crane - 1977
- Wallace A. Hilton - 1978
- Charles Kittel - 1979
- Paul E. Klopsteg - 1979, Medalla Oersted Extraordinaria
- Gerald Holton - 1980
- Robert Karplus - 1981
- I. I. Rabi - 1982
- John A. Wheeler - 1983
- Frank Oppenheimer - 1984
- Sam Treiman - 1985
- Stanley S. Ballard - 1986
- Clifford E. Swartz - 1987
- Norman F. Ramsey - 1988
- Anthony P. French - 1989
- Carl E. Sagan - 1990
- Freeman Dyson - 1991
- Eugen Merzbacher - 1992
- Hans A. Bethe - 1993
- E. Leonard Jossem - 1994
- Robert Beck Clark - 1995
- Donald F. Holcomb - 1996
- Daniel Kleppner - 1997
- Edwin F. Taylor - 1998
- David L. Goodstein - 1999
- John G. King - 2000
- Lillian C. McDermott - 2001
- David Hestenes - 2002
- Edward W. Kolb - 2003
- Lawrence Krauss - 2004
- Eugene D. Commins - 2005
- Kenneth Ford - 2006
- Carl Wieman - 2007
- Mildred S. Dresselhaus - 2008
- George Smoot - 2009
- No concedido - 2010
- F. James Rutherford - 2011
- Charles H. Holbrow - 2012
- Edward F. Redish - 2013
- Dean Zollman - 2014
- Karl C. Mamola - 2015[1]
- John Winston Belcher - 2016
- Jan Tobochnik - 2017
- Barbara L. Whitten - 2018
- Gay Stewart - 2019[2]